# 布捷伊基
51°10′54″N 26°14′12″E / 51.18167°N 26.23667°E
布捷伊基（烏克蘭語：Бутейки），是烏克蘭的村落，位於該國西北部羅夫諾州，由薩爾內區負責管轄，始建於1778年，面積29.5平方公里，海拔高度161米，2001年人口715，人口密度每平方公里24.3人。